# 李明濱 (精神科醫師)
李明濱（1951年—），台灣精神科醫師、教授。曾任衛生福利部「全國自殺防治中心計畫」主持人、「心情溫度計」主要設計者，現為台灣自殺防治學會理事長、新光醫院精神科客座教授。專長為醫學教育、醫學倫理、自殺防治。2023年，台灣MeToo運動中被揭露涉性騷擾，被衛福部解除自殺防治中心計畫主持人的職務，再被臺大醫院精神醫學部宣布不續聘，新光醫院暫停教學門診及門診教學活動。

## 生平
李明濱生於高雄茄萣，父親從事漁獲批發，每日至台南販售。李明濱是家中老么。
李明濱就讀台南市中、台南一中；1969年，李明濱考上台大醫學系。大二時，父親驟逝，祖母也因父親離世而罹患憂鬱症。大四時，李明濱主編「台大醫訊」，有機會訪問到精神科住院醫師，讓李明濱對精神醫學感興趣。曾費時2年，翻譯著名心理分析學者卡倫．荷妮《自我的掙扎》一書。
1976年，李明濱於台大醫學系畢業，進入台大醫院神經精神科當住院醫師。1980年，擔任台大精神醫學部主治醫師。1982年，李明濱至美國羅徹斯特大學進修，開始構思「心情溫度計」簡式健康量表。1991年，李明濱擔任台大醫學院精神科教授；2016年，李明濱自台大醫院退休，轉任為台大名譽教授、精神科兼任教授。

## 經歷
- 美國國立衛生研究院NIH Fogarty國際研究員（1982年07月至1983年12月）
- 美國紐約羅徹斯特大學精神科客座講師、研究員（1982年07月至1983年12月）
- 臺灣大學醫學院精神科副教授（1985年08月至1991年07月）
- 臺大醫院精神科代理主任（1992年08月至1993年07月）
- 臺大醫學院社會醫學科主任（1994年08月至1997年07月）
- 臺大醫學院共同教育室主任（1995年11月至2002年07月）
- 臺大醫院精神部主任（1997年06月至2003年08月）
- 臺北市立療養院（今：臺北市立聯合醫院松德院區）院長（2003年08月至2004年12月）
- 臺北市立聯合醫院副院長兼松德院區院長（2005年01月至2005年07月）
- 臺灣大學醫學院附設醫院精神部心身醫學科主任（2006年08月至2009年07月）
- 中華民國醫師公會全國聯合會理事長（2007年05月至2013年06月）
- 臺北市醫師公會理事長（2005年10月至2011年10月）
- 台灣失智症協會理事長（2006年06月至2010年06月）
- 臺灣憂鬱症防治協會理事長（2001年11月至2005年11月）
- 台灣精神醫學會理事長（1999年11月至2003年11月）
- 亞洲暨大洋洲醫師會聯盟（CMAAO）會長（2011年11月至2013 年09月）
- 台灣失智症協會名譽理事長（2010年07月迄今）
- 國家醫療科技評估中心籌備辦公室諮詢小組委員（2013年03月迄今）
- 考選部「專門職業及技術人員考試種類認定諮詢委員會-公共衛生師組」委員（2013年06月迄今）
- 衛生福利部醫事審議委員（2013年07月迄今）
- 醫事省議委員會醫療資源及專科小組委員（2013年07月迄今）
- 衛生福利部精神疾病防治諮議會委員兼招集人（2013年07月迄今）
- 世界醫師會（WMA）醫學倫理委員會、社會醫學事務委員會顧問
- 2002年第十屆亞洲心身醫學會大會（Asian College of Psychosomatic Medicine）會長
- 環太平洋精神醫學科醫師學會（Pacific Rim College of Psychiatrists, PRCP）傑出學者
- 國際心理腫瘤學會（International Psycho-oncology Society）科學顧問